# Grip!
〈Grip!〉(그립, グリップ 그릿푸[*])는 Every Little Thing의 스물세 번째 싱글이다. 2003년 3월 12일에 에이벡스 트랙스에서 발매됐다.

## 해설
곡명의 유래는 애인을 쥐다라는 의미이다. 자켓 이미지는 모치다가 푸른 하늘 아래, 초원을 자전거로 달려가고 있는 것이다.
CD EXTRA 사양으로 되어 있기 때문에 CCCD가 아니다.
CD EXTRA에는 기간 한정 특설 사이트(2003년 4월 30일까지), 윈도우만 에이벡스의 음원 서비스 ‘@MUSIC’(현재 mu-mo 뮤직)의 사이트에 접속할 수 있는 콘텐츠가 수록되어 있다.

## 수록곡
전체 작사: 모치다 카오리
| #  | 제목                        | 작곡          | 편곡 | 재생 시간 |
| -- | --------------------------- | ------------- | ---- | --------- |
| 1. | 〈Grip!〉                   | 하라 카즈히로 |      |           |
| 2. | 〈흔들흔들〉 (ゆらゆら)     | 타고 쿠니오   |      |           |
| 3. | 〈Grip!〉 (Instrumental)    | 하라 카즈히로 |      |           |
| 4. | 〈흔들흔들〉 (Instrumental) | 타고 쿠니오   |      |           |

## 미디어에서의 사용
Grip!
- ytv · NTV 계열 애니메이션 《이누야샤》 여는 곡.

흔들흔들
- 영화 《이누야샤 거울 속의 몽환성》 주제가.

## 차트 및 인증
| 차트               | 최고 순위 |
| ------------------ | --------- |
| 오리콘 차트 (주간) | 7         |

### 인증
| 국가                       | 인증 | 판매량/출하량 |
| -------------------------- | ---- | ------------- |
| 일본 (RIAJ)                | 골드 | 100,000^      |
| ^출하량을 기반으로 한 인증 |      |               |